# Critics’ Circle Theatre Award/Peter Hepple Award
In der Kategorie Peter Hepple Award für das beste Musical wurden folgende Critics’ Circle Theatre Award vergeben.

## 1982 bis 1989
- 1982: Guys and Dolls
- 1983: Blood Brothers
- 1984: On Your Toes
- 1985: Me and My Girl
- 1986: Chess
- 1987: Follies
- 1988: South Pacific
- 1989: Miss Saigon

## 1990 bis 1999
- 1990: Into the Woods
- 1991: Carmen Jones
- 1992: Assassins
- 1993: City of Angels
- 1994: She Loves Me
- 1995: Company
- 1996: Guys and Dolls
- 1997: Chicago
- 1998: Oklahoma!
- 1999: Spend Spend Spend

## 2000 bis 2009
- 2000: The Beautiful Game
- 2001: Kiss Me, Kate
- 2002: Anything Goes
- 2003: Jerry Springer: The Opera
- 2004: The Producers
- 2005: Billy Elliot the Musical
- 2006: Caroline, or Change
- 2007: Hairspray
- 2008: La Cage Aux Folles
- 2009: Spring Awakening

## 2010 bis 2019
- 2010: Matilda (Courtyard Theatre, Stratford upon Avon)[1]
- 2011: London Road[2]
- 2012: Merrily We Roll Along[3]
- 2013: The Scottsboro Boys[4]
- 2014: Gypsy[5]
- 2015: Bend It Like Beckham: The Musical[6]
- 2016: Groundhog Day[7]
- 2017: Hamilton[8]
- 2018: Company[9]
- 2019: Come from Away[10]

## 2020 bis 2029
- 2020 und 2021: nicht vergeben
- 2022: Spring Awakening
- 2023: Oklahoma![11]
- 2024: Guys and Dolls[12]
- 2025: Fiddler on the Roof[13]